# Episodi de I segreti della metropoli (prima stagione)
La prima stagione della serie televisiva I segreti della metropoli è stata trasmessa in anteprima negli Stati Uniti d'America dalla CBS tra il 5 ottobre 1950 e il 30 agosto 1951.
| nº | Titolo originale        | Titolo italiano | Prima TV USA     | Prima TV Italia |
| -- | ----------------------- | --------------- | ---------------- | --------------- |
| 1  | The Pay-Off             |                 | 5 ottobre 1950   |                 |
| 2  | Door to Nowhere         |                 | 12 ottobre 1950  |                 |
| 3  | Episodio 1x03           |                 | 19 ottobre 1950  |                 |
| 4  | Episodio 1x04           |                 | 26 ottobre 1950  |                 |
| 5  | Episodio 1x05           |                 | 2 novembre 1950  |                 |
| 6  | Episodio 1x06           |                 | 9 novembre 1950  |                 |
| 7  | Episodio 1x07           |                 | 16 novembre 1950 |                 |
| 8  | Money to Burn           |                 | 23 novembre 1950 |                 |
| 9  | Off-Beat                |                 | 30 novembre 1950 |                 |
| 10 | Episodio 1x10           |                 | 7 dicembre 1950  |                 |
| 11 | Respectable Living Room |                 | 14 dicembre 1950 |                 |
| 12 | Girl in Flight          |                 | 21 dicembre 1950 |                 |
| 13 | Episodio 1x13           |                 | 28 dicembre 1950 |                 |
| 14 | Cry Danger              |                 | 4 gennaio 1951   |                 |
| 15 | Episodio 1x15           |                 | 11 gennaio 1951  |                 |
| 16 | Run of Luck             |                 | 18 gennaio 1951  |                 |
| 17 | Third Floor Back        |                 | 25 gennaio 1951  |                 |
| 18 | The Strawberry Blonde   |                 | 1º febbraio 1951 |                 |
| 19 | Dark Window             |                 | 8 febbraio 1951  |                 |
| 20 | The Overcoat            |                 | 15 febbraio 1951 |                 |
| 21 | Miss Cinderella         |                 | 22 febbraio 1951 |                 |
| 22 | Episodio 1x22           |                 | 1º marzo 1951    |                 |
| 23 | Lady's Man              |                 | 8 marzo 1951     |                 |
| 24 | Medical Report          |                 | 15 marzo 1951    |                 |
| 25 | The Warning             |                 | 22 marzo 1951    |                 |
| 26 | Anything for Money      |                 | 29 marzo 1951    |                 |
| 27 | The Palmer Methods      |                 | 5 aprile 1951    |                 |
| 28 | The Return              |                 | 12 aprile 1951   |                 |
| 29 | The Box                 |                 | 19 aprile 1951   |                 |
| 30 | Dangerous               |                 | 26 aprile 1951   |                 |
| 31 | The Sunburst            |                 | 3 maggio 1951    |                 |
| 32 | Episodio 1x32           |                 | 10 maggio 1951   |                 |
| 33 | Window Cleaner          |                 | 17 maggio 1951   |                 |
| 34 | Key Witness             |                 | 24 maggio 1951   |                 |
| 35 | Honeymoon Cottage       |                 | 31 maggio 1951   |                 |
| 36 | Spotlight               |                 | 7 giugno 1951    |                 |
| 37 | The First Robin         |                 | 14 giugno 1951   |                 |
| 38 | Lady of the House       |                 | 21 giugno 1951   |                 |
| 39 | Cottage in the Woods    |                 | 28 giugno 1951   |                 |
| 40 | Box 243                 |                 | 5 luglio 1951    |                 |
| 41 | Episodio 1x41           |                 | 12 luglio 1951   |                 |
| 42 | Neighborhood Story      |                 | 19 luglio 1951   |                 |
| 43 | The Woman's Page        |                 | 26 luglio 1951   |                 |
| 44 | The Turning Point       |                 | 2 agosto 1951    |                 |
| 45 | Success Story           |                 | 9 agosto 1951    |                 |
| 46 | The Girl in the Glass   |                 | 16 agosto 1951   |                 |
| 47 | Many Happy Returns      |                 | 23 agosto 1951   |                 |
| 48 | Off Beat                |                 | 30 agosto 1951   |                 |